# Cirkus, Linköping

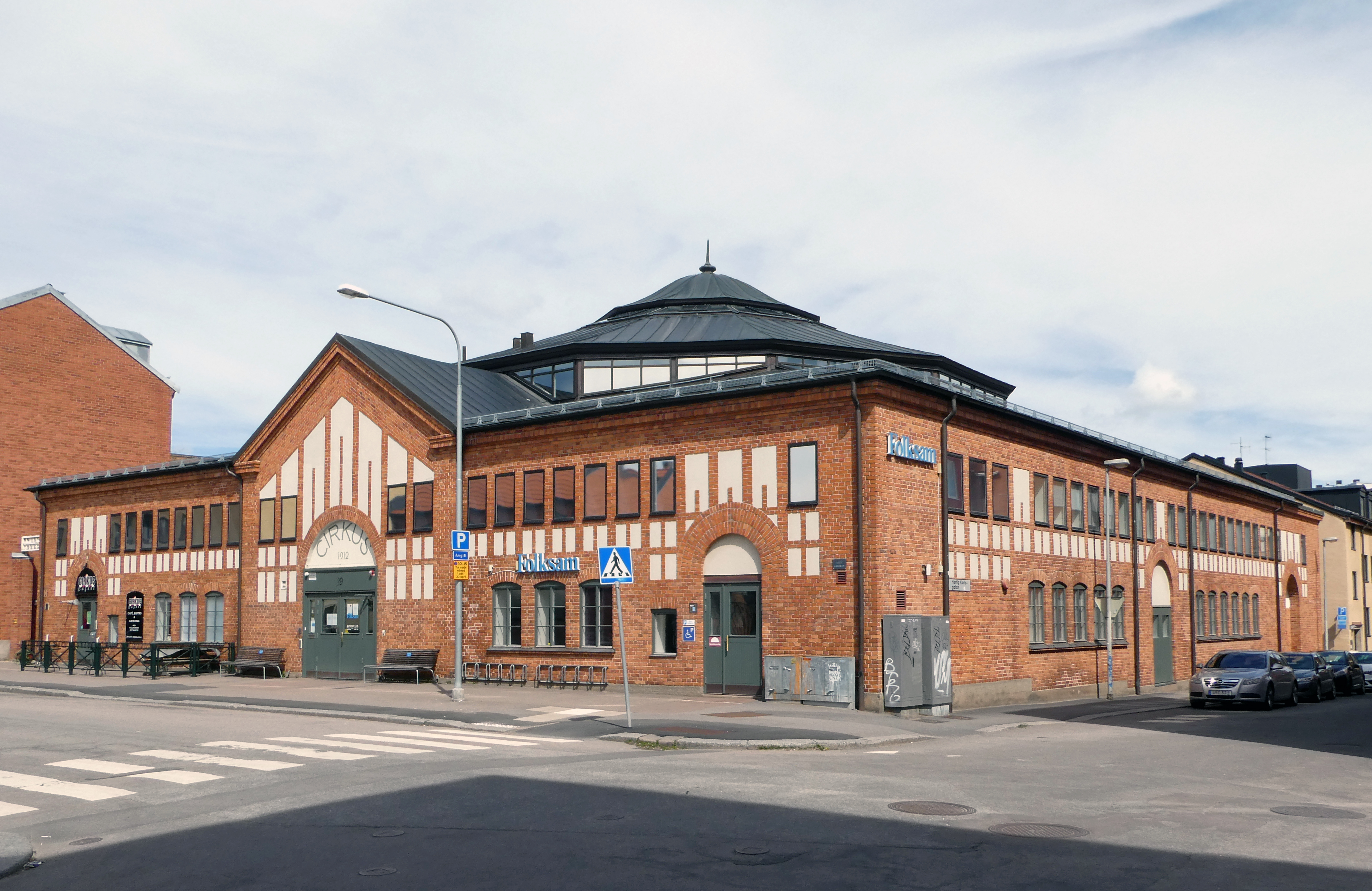
Cirkus i Linköping

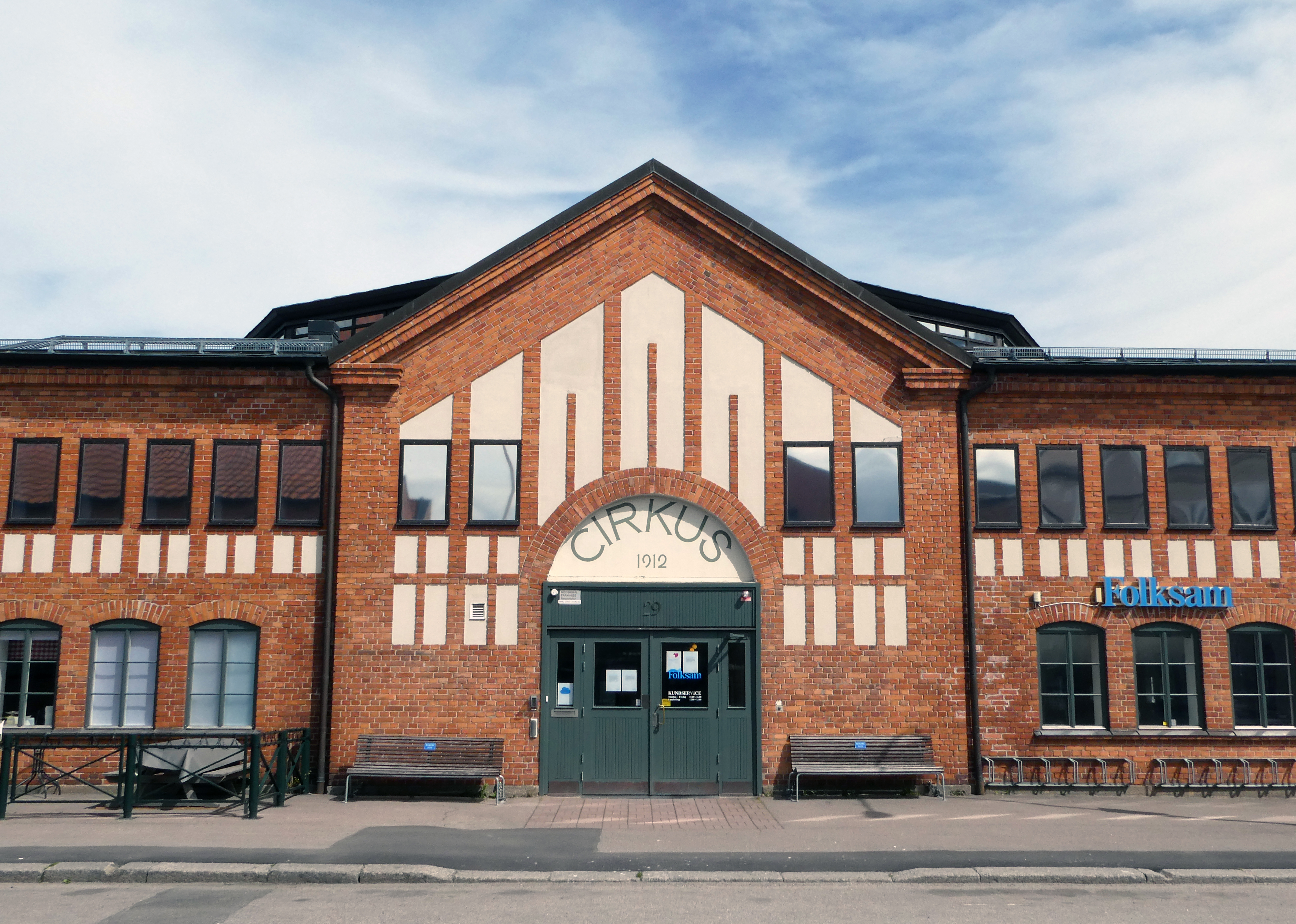
Entrén till Cirkus i Linköping

Cirkus i Linköping är en före detta cirkusbyggnad på Platensgatan 29, invigd 1912.
Två enklare nöjesetablissemang uppfördes för kortare perioder i 1800-talets Linköping – en enkel träbyggnad vid krögaren A P Anderssons servering vid Stångån, riven 1884 och ersatt av en byggmästares nöjesbyggnad i trä vid Järnvägsparken, med plats för 600 åskådare, under senare delen av 1880-talet. I likhet med de andra kvarvarande svenska cirkusbyggnaderna – Cirkus i Stockholm, Cirkus i Göteborg och Hippodromen i Malmö – byggdes sedan i Linköping en större byggnad i rött tegel med glaskupol för att hysa gästande cirkussällskaps föreställningar och andra evenemang. Bakom bygget stod E G:son Allard, Carl Andersson, A E Torell och byggmästaren Erik Andersson. Arkitekt var Nils Meijer. Byggnaden invigdes 27 september 1912 med en galaföreställning av Cirkus Orlando, inkluderande bland annat fem lejon, en kungstiger och ett dussin hästar. I bottenplanet öppnades ett Cirkus-café, som ännu finns kvar. Bland ett varierat utbud kan även noteras ett tal av blivande statsministern Per-Albin Hansson i byggnaden år 1918.
År 1927 ändrades inriktningen, den ursprungliga publikläktaren revs och ett nytt mellangolv byggdes med ny publikläktare i lokalen på övre plan, där olika nöjesevenemang, boxningsgalor, frikyrkliga väckelsemöteskampanjer med mera arrangerades. I bottenplanet inrymdes ett garage för den framväxande bilismen, vilket bidrog till att byggnaden också kom att omtalas som Cirkusgaraget. År 1959 upphörde nöjesverksamheten och byggnaden övertogs av Forslunds bilfirma och blev bilhall. Efter en livlig debatt i början av 1980-talet gjordes nya ombyggnader till dagens kontorslokaler. Byggnadens exteriör är dock i stort sett oförändrad.